# Клук, Дино
Дино Клук (хорв. Dino Kluk; 13 мая 1991 года, Загреб) — хорватский футболист, играющий на позиции защитника. Ныне выступает за хорватский клуб «Сесвете».

## Карьера
Дино Клук — воспитанник хорватского клуба «Хрватски Драговоляц». Поиграв за австрийский «Зекирхен» и хорватский «Ступник» он вернулся в «Хрватски Драговоляц», вместе с которым в сезоне 2012/13 победил во Второй лиге. 13 июля 2013 года Дино Клук дебютировал в Первой лиге, выйдя в основном составе в домашнем поединке против «Локомотивы».
Сезон 2014/15 Клук провёл в пражской «Дукле», где всего несколько раз появлялся на поле. В сезоне 2015/16 он вновь играл за «Хрватски Драговоляц», но уже вновь во Второй лиге. Летом 2016 года Клок перешёл в латвийскую «Лиепаю», а в феврале 2017 года — в хорватскую «Локомотиву».

## Статистика
|         |                     |             | Лига  | Лига | Кубок | Кубок | Европа | Европа | Всего | Всего |
| Клуб    | Лига                | Сезон       | Матчи | Голы | Матчи | Голы  | Матчи  | Голы   | Матчи | Голы  |
| ------- | ------------------- | ----------- | ----- | ---- | ----- | ----- | ------ | ------ | ----- | ----- |
| 2012/13 | Хрватски Драговоляц | Друга ХНЛ   | 22    | 1    | 0     | 0     | -      | -      | 22    | 1     |
| 2013/14 | Хрватски Драговоляц | Прва ХНЛ    | 28    | 0    | 0     | 0     | -      | -      | 28    | 0     |
| 2014/15 | Дукла Прага         | Синот лига  | 5     | 0    | 0     | 0     | -      | -      | 5     | 0     |
| 2015/16 | Хрватски Драговоляц | Друга ХНЛ   | 16    | 1    | 0     | 0     | -      | -      | 16    | 1     |
| 2016    | Лиепая              | Высшая лига | 13    | 0    | 0     | 0     | 2      | 0      | 15    | 0     |
| 2016/17 | Локомотива          | Прва ХНЛ    | 2     | 0    | 0     | 0     | 0      | 0      | 2     | 0     |
| 2017/18 | Локомотива          | Прва ХНЛ    | 1     | 0    | 0     | 0     | -      | -      | 1     | 0     |